# فاگورا
فاگورا (به انگلیسی: Phagora) یک منطقهٔ مسکونی در پاکستان است که در خیبر پختونخوا واقع شده‌است. فاگورا ۸۹ متر بالاتر از سطح دریا واقع شده‌است.